# مارغريتا بين
مارغريتا بين (من مواليد 18 مارس 1949، فالنسيا) سياسية إسبانية تنتمي إلى حزب العمال الاشتراكي الإسباني الحاكم.
متزوجة ولديها ثلاثة أطفال، وعملت في البداية كأخصائي اجتماعي وعملت أيضًا في الإدارة الإقليمية في منطقة بلنسية قبل دخول السياسة في عام 1995 عندما تم انتخابها كمستشارة في ساغونتو، وعملت أيضًا كعضو في الجمعية الإقليمية في فالنسيا من 1995 إلى 1996. دخلت السياسة الوطنية في عام 1996 عندما تم انتخابها في مجلس النواب كنائبة عن فالنسيا. بالنسبة لانتخابات عام 2000 تم وضعها في أسفل قائمة حزب العمال الاشتراكي في المركز السابع في منطقتها حيث فاز الحزب بستة مقاعد فقط في الانتخابات السابقة. مع فشل حزب العمال الاشتراكي في الحصول على مقعد فقدت بالتالي مقعدها لكنها عادت إلى الكونغرس في يونيو 2003 كمرشحة بديلة. أعيد انتخابها في عام 2004 وكانت النائبة الأكثر نشاطًا في الحزب الاشتراكي الاشتراكي في مقاطعات فالنسيا الثالثة في أول 21 شهرًا من الكونجرس حيث حصلت على 346 تدخلًا تشريعيًا. على الرغم من ذلك بالنسبة لانتخابات عام 2008 فقد تم وضعها في المرتبة التاسعة على قائمة حزب العمال الاشتراكي وفاز الحزب بسبعة مقاعد في انتخابات 2004 مما أدى إلى إلغاء اختيارها لأن الحزب لم يكن قادرًا على الحصول على أي مقاعد في تلك الانتخابات.